# Glotzdorf

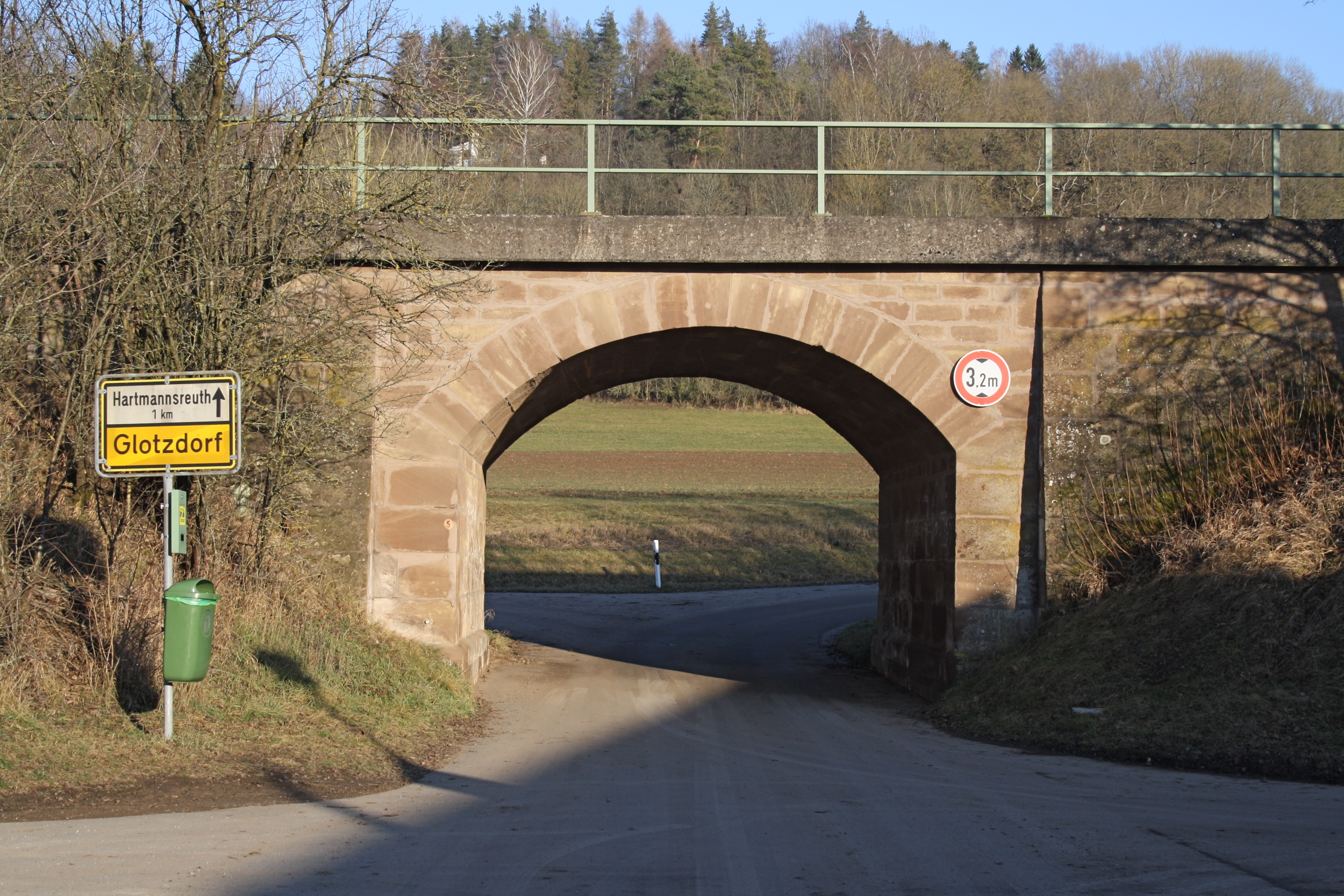
Bahnbrücke an der Straße nach Hartmannsreuth

Glotzdorf ist ein Dorf in der Marktgemeinde Weidenberg im Landkreis Bayreuth (Oberfranken, Bayern). Glotzdorf liegt in der Gemarkung Lehen.

## Lage
Das Dorf liegt ca. 5 km südöstlich von Bayreuth im Tal der Ölschnitz am Fuß der Anhöhe Pensen.

## Geschichte
Der Ort wurde im Jahr 1398 als „Glatzdorf“ erstmals urkundlich erwähnt. Das Bestimmungswort des Ortsnamens ist der Personenname Glatzo. Zu diesem Zeitpunkt war Glotzdorf dem Fürstentum Kulmbach unterstellt.
Glotzdorf bildete mit Hartmannsreuth eine Realgemeinde. Gegen Ende des 18. Jahrhunderts bestand Glotzdorf aus sieben Anwesen. Die Hochgerichtsbarkeit stand dem bayreuthischen Stadtvogteiamt Bayreuth zu. Die Dorf- und Gemeindeherrschaft hatte das Hofkastenamt Bayreuth. Grundherren waren das Hofkastenamt Bayreuth (1 Hof, 1 Halbhof), die Hofkanzlei Bayreuth (1 Dreiviertelsölde, 1 Halbgut), das Stift- und Pfründamt Bayreuth (1 Söldengut) und das Amt Unternschreez (2 Halbhöfe).
Von 1797 bis 1810 unterstand der Ort dem Justiz- und Kammeramt Bayreuth. Mit dem Gemeindeedikt wurde Glotzdorf dem 1812 gebildeten Steuerdistrikt Neunkirchen am Main zugewiesen. Zugleich entstand die Ruralgemeinde Glotzdorf, zu der Hartmannsreuth gehörte. Sie war in Verwaltung und Gerichtsbarkeit dem Landgericht Bayreuth zugeordnet und in der Finanzverwaltung dem Rentamt Bayreuth. Mit dem Gemeindeedikt von 1818 erfolgte die Eingemeindung nach Lehen.
1879 wurde unterhalb Glotzdorfs eine Straße angelegt, 1911 wurde eine Wasserleitung eingerichtet. Unter den am 1. Januar 1953 gezählten 182 Einwohnern waren 74 Flüchtlinge, die etwa zur Hälfte aus Niederschlesien stammten. Von 1955 bis 1959 wurden von ihnen fünf Wohnhäuser errichtet, womit ein erstes Siedlungsgebiet entstand. Danach wurde im Westen des Orts ein Baugebiet ausgewiesen, dessen Ausmaß das Dreifache des historischen Dorfs beträgt.
Am 1. Mai 1978 wurde Glotzdorf im Zuge der Gebietsreform in Bayern in die Gemeinde Weidenberg eingegliedert. Für die Gemeinde Lehen wurde von 1960 bis 1971 ein Flurbereinigungsverfahren durchgeführt.

### Baudenkmäler
- Haus Nr. 6: Wohnstallhaus[11]

### Einwohnerentwicklung
| Jahr      | 001819 | 001822 | 001861 | 001871 | 001885 | 001900 | 001925 | 001950 | 001961 | 001970 | 001987 | 002016 | 002020 |
| Einwohner | 65     | 59     | 56     | 74     | *73    | *64    | *51    | *79    | 80     | 107    | 136    | 148    | 140    |
| Häuser    |        | 9      |        |        | *10    | *8     | *8     | *8     | 14     |        | 34     |        |        |
| Quelle    | [ 13 ] | [ 8 ]  | [ 14 ] | [ 15 ] | [ 16 ] | [ 17 ] | [ 18 ] | [ 19 ] | [ 20 ] | [ 21 ] | [ 22 ] |        | [ 1 ]  |

## Religion
Glotzdorf ist seit der Reformation evangelisch-lutherisch geprägt und nach St. Laurentius (Neunkirchen am Main) gepfarrt.

## Verkehr

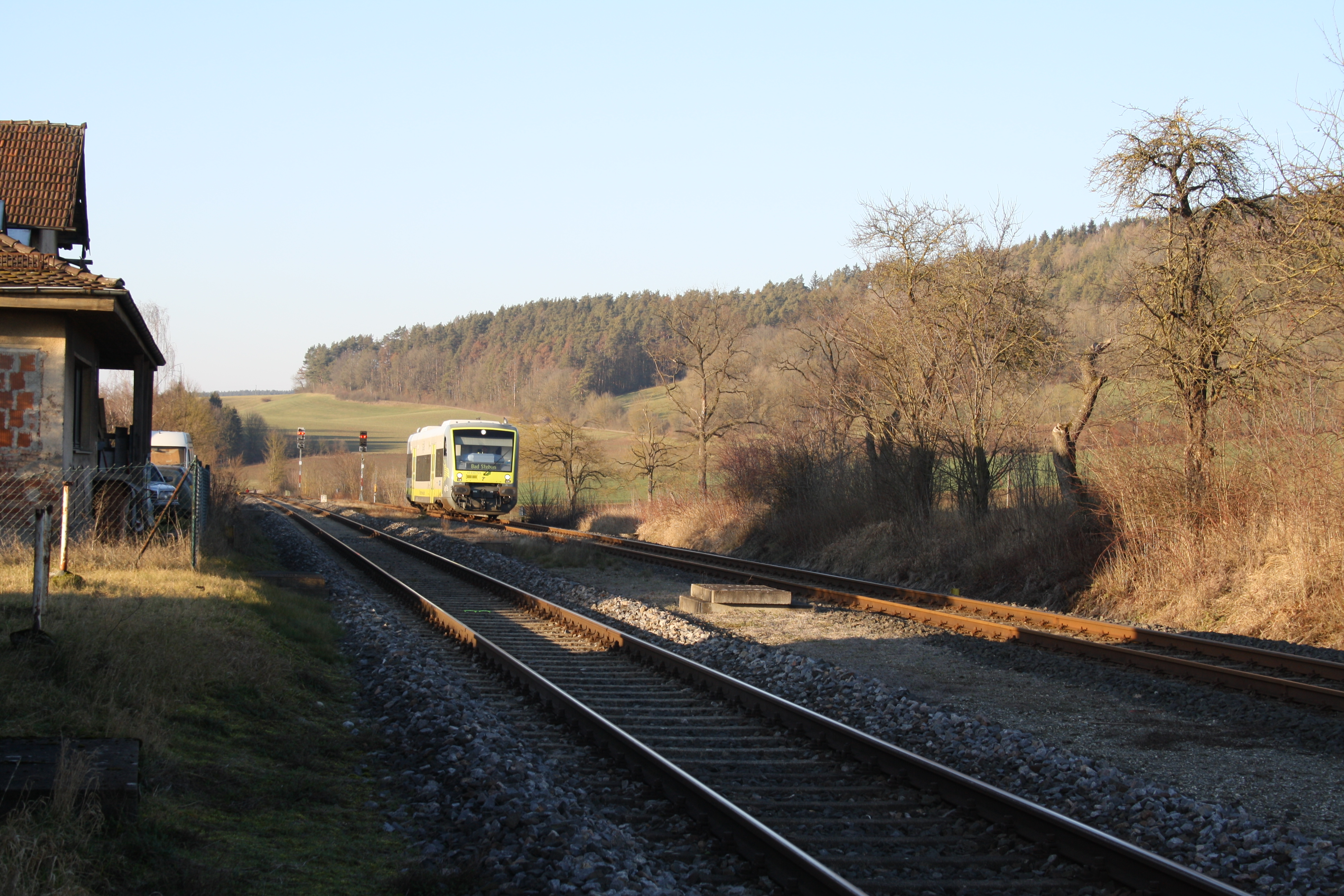
Agilis-Triebwagen passiert das alte Bahnhofsgebäude

Am 1. Dezember 1863 wurde die die Ortschaft tangierende Bahnstrecke Weiden–Bayreuth eröffnet, aber erst 1874 erhielt Glotzdorf eine Bahnstation. Diese wurde 1936 zum Bahnhof ausgebaut, der zwischen Glotzdorf und dem Nachbarort Stockau liegt und dessen Namen erhielt. Das Bahnhofsgebäude stammt aus dem Jahr 1883. Mittlerweile wurde das Ladegleis abgebaut und die Bahnsteige wurden nach Stockau hin verschoben.
Glotzdorf liegt an der Straße von Neunkirchen am Main nach Stockau, über die man die nahe Bundesstraße 22 in die Richtungen Bayreuth und Weiden und auch die Staatsstraße 2463 nach Weidenberg erreicht. Durch den alten Ortskern führt die Straße nach Hartmannsreuth auf dem Pensen.

## Persönlichkeiten
- Hans Küfner (1871–1935), Politiker